# Mammillaria marcosii
Mammillaria marcosii ist eine Pflanzenart aus der Gattung Mammillaria in der Familie der Kakteengewächse (Cactaceae). Das Artepitheton ehrt den mexikanischen Kakteenzüchter Marcos Sierra Pichardo aus der Stadt San Miguel de Allende, der die Art entdeckte.

## Beschreibung
Mammillaria marcosii bildet unregelmäßige Gruppen und wächst mit kugelförmigen bis kurz zylindrischen Trieben, die Durchmesser von bis 5 Zentimeter erreichen. Die zylindrischen, an der Spitze gerundeten Warzen sind weichfleischig. Sie enthalten keinen Milchsaft. Die Axillen sind mit Wolle und 15 zerknitterten, bis 1,5 Zentimeter langen Borsten bedeckt. Die 7 bis 14 nadeligen Mitteldornen sind weiß bis gelblich bis rötlich braun bis braun und 1 bis 2 Zentimeter lang. Einer von ihnen ist absteigend und anders gehakt. Die 16 bis 25 geraden, weißen Randdornen sind ausstrahlend und 4 bis 12 Millimeter lang.
Die gelblich weißen Blüten sind etwas rosafarben überhaucht. Sie sind bis 1,5 Zentimeter lang und erreichen Durchmesser von 1 Zentimeter. Die verkehrt eiförmigen bis zylindrischen, roten Früchte sind 6 bis 13 Millimeter lang und ragen nicht aus der Bedornung heraus. Sie enthalten bräunlich schwarze Samen.

## Verbreitung, Systematik und Gefährdung
Mammillaria marcosii ist im mexikanischen Bundesstaat Guanajuato verbreitet. Die Erstbeschreibung erfolgte 1997 durch das Ehepaar Fitz Maurice und Charles Edward Glass.
Mammillaria marcosii wird in der Roten Liste gefährdeter Arten der IUCN als „Critically Endangered (CR)“, d. h. vom Aussterben bedroht, eingestuft.

## Nachweise